# حمد عبيد
```
حمد عبيد
  ولد في 
السويداء
 عام 1928 .وانتسب إلى الكلية العسكرية في 
حمص
 1949، وتخرج منها برتبة ملازم عام 1951.
```

تدرج في مختلف الرتب حتى وصل إلى رتبة عقيد في آذار 1963. واستلم بعدها منصب قائد اللواء السادس عشر .
```
رقي إلى رتبة لواء في الأول من شهر كانون الأول 1964، وعُين وزيراً للدفاع في الثالث والعشرين من شهر أيلول 1965.
```

أُحيل إلى المعاش في 1966.

## الأوسمة
- وسام الإخلاص.
- وسام ذكرى قيام الجمهورية العربية المتحدة.
- وسام نوط النصر.
- وسام الجيش العربي السوري.
- وسام ذكرى قيام ثورة 8 آذار.
- وسام نوط يوم جيش التحرير الفلسطيني.